# Artuma Fursina Jile
Cet article court présente un sujet plus développé dans : Oromia (zone).
Artuma Fursina Jile est un ancien woreda situé dans la zone Oromia de la région Amhara, en Éthiopie, remplacé par les woredas Artuma Fursi (en) et Jile Timuga (en).